# Дмитрієва Дар'я Євгенівна
Дарія Євгенівна Дмитрієва (* 9 серпня 1995, Тольятті) — російська гандболістка клубу «Тольятті» і збірної Росії. Чемпіонка Європи серед дівчат до 17 і 19 років (2011 і 2013 роки), віцечемпіонка світу серед дівчат до 18 років і 21 року (2012 і 2014). Олімпійська чемпіонка ігор 2016 року в Ріо-де-Жанейро. Заслужений майстер спорту. Майстер спорту Росії (2013).

## Біографія
Народилася у спортивній сім'ї: батько — професійний хокеїст. У гандболі з 7 років, перша тренерка — Ніна Борисівна Бойко (Савінова).

## Особисте життя
Має молодшого брата. Навчалася у Волгоградському державному архітектурно-будівельному університеті. 
Одружена (чоловік — Ігор).
Хобі — малювання та кіно. Кумирка у спорті — угорська гандболістка Аніта Гербіц.

## Досягнення

### Командні
- Чемпіонка Росії: 2012, 2013, 2014
- Півфіналістка Кубка володарів кубків ЄГФ: 2011/2012
- Чемпіонка Європи серед дівчат до 17 років: 2011
- Чемпіонка Європи серед дівчат до 19 років: 2013[6]
- Віце-чемпіонка світу серед дівчат до 18 років: 2012
- Віце-чемпіонка світу серед дівчат віком до 21 року: 2014
- Олімпійська чемпіонка ігор 2016 року в Ріо-де-Жанейро

## Нагороди
- Орден Дружби (25 серпня 2016 року) — за високі спортивні досягнення на Іграх ХХХІ Олімпіади 2016 року в місті Ріо-де-Жанейро (Бразилія), проявлену волю до перемоги[7].